# Thái Nguyên, Sơn Tây
Thái Nguyên (tiếng Trung: 太原; bính âm: Tàiyuán; Wade–Giles: T'ai-yüan) là tỉnh lỵ của tỉnh Sơn Tây, Trung Quốc. Thái Nguyên được mệnh danh là "cửu triều cổ đô", Thái Nguyên là một trong những thành thị có số hạng mục di sản văn hoá nhiều nhất. Ngoài ra, Thái Nguyên còn là "thành thị lữ du ưu tú Trung Quốc", "thành thị viên lâm quốc gia", "danh thành văn hoá lịch sử". Thái Nguyên nằm ở bắc bộ bồn địa Tấn Trung, dựa lưng vào Nhị Long Sơn, sông Phần chảy qua thành phố từ phía bắc. Thái Nguyên được xác định là một cơ sở của ngành vật liệu mới và chế tạo tiên tiến tại Trung Quốc.

## Lịch sử
Thái Nguyên là một cố đô do Triệu Giản Tử xây dựng vào khoảng năm 500 trước Công Nguyên, tên là Tấn Dương (晉陽). Tên của nó được đổi thành Thái Nguyên dưới triều đại nhà Tần. Có rất nhiều vị vua đã đến thành phố này, bởi vậy, thành phố còn được gọi là "Long Thành".
Một thành phố mới được xây năm 362 sau Công Nguyên mà sau này được kết nối với thành phố cũ vào thời nhà Đường năm 733 sau Công Nguyên.
Vào năm 617 sau Công Nguyên, Lý Uyên và con trai Lý Thế Dân khởi nghĩa chống lại nhà Tùy, và thành lập triều đại nhà Đường.
Công trình cổ nhất của Thái Nguyên là Thánh Mẫu điện (聖母殿), được xây vào năm 1023 và sửa lại năm 1102.
Thành phố đã từng chịu nhiều trận lũ lụt nặng nề vào các năm: 453 TCN, 969, và bị chiến tranh tàn phá vào năm 1125.
Vào thời nhà Minh, tường thành Thái Nguyên đã được dựng lại (năm 1568).

## Địa lý
Thái Nguyên nằm giữa 111°30' đông và 113°09' bắc, tại cực bắc của cao nguyên Hoàng Thổ. Diện tích thành phố là 6.988 km². 
Sông Phần, một chi lưu của Hoàng Hà, chảy từ phía bắc xuống phía nam trong thành phố, với năm cây cầu nối bờ đông và bờ tây của thành phố.

### Khí hậu
Thái Nguyên có khí hậu bán khô hạn lạnh giá ( BSk theo phân loại khí hậu Köppen ). Mùa xuân khô hạn, thỉnh thoảng có những cơn bão bụi , sau đó là những đợt nắng nóng đầu mùa hè . Mùa hè có xu hướng từ ấm đến nóng với phần lớn lượng mưa trong năm tập trung vào tháng 7 và tháng 8. Mùa đông dài và lạnh, nhưng khô và có nắng. Do khí hậu khô cằn nên nhiệt độ có xu hướng thay đổi đáng kể vào ban ngày , ngoại trừ vào mùa hè. Thời tiết mát mẻ hơn nhiều so với các thành phố có cùng vĩ độ, chẳng hạn như Thạch Gia Trang, do ảnh hưởng của độ cao. Phạm vi nhiệt độ trung bình trong 24 giờ hàng tháng từ −5,0 °C (23,0 °F) vào tháng Giêng đến 24,0 °C (75,2 °F) vào tháng Bảy, trong khi trung bình hàng năm là 10,42 °C (50,8 °F). Với phần trăm ánh nắng có thể có hàng tháng dao động từ 51 phần trăm vào tháng Bảy đến 61 phần trăm vào tháng Năm, thánh phố có 2.502 giờ nắng hàng năm.
| Dữ liệu khí hậu của Thái Nguyên (Dữ liệu trung bình giai đoạn 1981–2010)                   | Dữ liệu khí hậu của Thái Nguyên (Dữ liệu trung bình giai đoạn 1981–2010) | Dữ liệu khí hậu của Thái Nguyên (Dữ liệu trung bình giai đoạn 1981–2010) | Dữ liệu khí hậu của Thái Nguyên (Dữ liệu trung bình giai đoạn 1981–2010) | Dữ liệu khí hậu của Thái Nguyên (Dữ liệu trung bình giai đoạn 1981–2010) | Dữ liệu khí hậu của Thái Nguyên (Dữ liệu trung bình giai đoạn 1981–2010) | Dữ liệu khí hậu của Thái Nguyên (Dữ liệu trung bình giai đoạn 1981–2010) | Dữ liệu khí hậu của Thái Nguyên (Dữ liệu trung bình giai đoạn 1981–2010) | Dữ liệu khí hậu của Thái Nguyên (Dữ liệu trung bình giai đoạn 1981–2010) | Dữ liệu khí hậu của Thái Nguyên (Dữ liệu trung bình giai đoạn 1981–2010) | Dữ liệu khí hậu của Thái Nguyên (Dữ liệu trung bình giai đoạn 1981–2010) | Dữ liệu khí hậu của Thái Nguyên (Dữ liệu trung bình giai đoạn 1981–2010) | Dữ liệu khí hậu của Thái Nguyên (Dữ liệu trung bình giai đoạn 1981–2010) | Dữ liệu khí hậu của Thái Nguyên (Dữ liệu trung bình giai đoạn 1981–2010) |
| Tháng                                                                                      | 1                                                                        | 2                                                                        | 3                                                                        | 4                                                                        | 5                                                                        | 6                                                                        | 7                                                                        | 8                                                                        | 9                                                                        | 10                                                                       | 11                                                                       | 12                                                                       | Năm                                                                      |
| ------------------------------------------------------------------------------------------ | ------------------------------------------------------------------------ | ------------------------------------------------------------------------ | ------------------------------------------------------------------------ | ------------------------------------------------------------------------ | ------------------------------------------------------------------------ | ------------------------------------------------------------------------ | ------------------------------------------------------------------------ | ------------------------------------------------------------------------ | ------------------------------------------------------------------------ | ------------------------------------------------------------------------ | ------------------------------------------------------------------------ | ------------------------------------------------------------------------ | ------------------------------------------------------------------------ |
| Cao kỉ lục °C (°F)                                                                         | 14.3 (57.7)                                                              | 19.8 (67.6)                                                              | 28.3 (82.9)                                                              | 37.5 (99.5)                                                              | 37.7 (99.9)                                                              | 38.7 (101.7)                                                             | 39.4 (102.9)                                                             | 36.6 (97.9)                                                              | 34.9 (94.8)                                                              | 28.7 (83.7)                                                              | 23.2 (73.8)                                                              | 16.0 (60.8)                                                              | 39.4 (102.9)                                                             |
| Trung bình tối đa °C (°F)                                                                  | 8.4 (47.1)                                                               | 13.8 (56.8)                                                              | 22.0 (71.6)                                                              | 29.3 (84.7)                                                              | 32.4 (90.3)                                                              | 34.6 (94.3)                                                              | 34.7 (94.5)                                                              | 33.3 (91.9)                                                              | 29.9 (85.8)                                                              | 24.8 (76.6)                                                              | 18.1 (64.6)                                                              | 10.0 (50.0)                                                              | 35.7 (96.3)                                                              |
| Trung bình ngày tối đa °C (°F)                                                             | 2.0 (35.6)                                                               | 6.1 (43.0)                                                               | 12.1 (53.8)                                                              | 20.2 (68.4)                                                              | 25.6 (78.1)                                                              | 28.9 (84.0)                                                              | 30.0 (86.0)                                                              | 28.2 (82.8)                                                              | 23.9 (75.0)                                                              | 17.9 (64.2)                                                              | 9.7 (49.5)                                                               | 3.2 (37.8)                                                               | 17.3 (63.2)                                                              |
| Trung bình ngày °C (°F)                                                                    | −5.0 (23.0)                                                              | −1.1 (30.0)                                                              | 4.9 (40.8)                                                               | 12.7 (54.9)                                                              | 18.4 (65.1)                                                              | 22.2 (72.0)                                                              | 24.0 (75.2)                                                              | 22.2 (72.0)                                                              | 17.0 (62.6)                                                              | 10.4 (50.7)                                                              | 2.7 (36.9)                                                               | −3.4 (25.9)                                                              | 10.4 (50.8)                                                              |
| Tối thiểu trung bình ngày °C (°F)                                                          | −10.8 (12.6)                                                             | −7.0 (19.4)                                                              | −1.4 (29.5)                                                              | 5.5 (41.9)                                                               | 11.2 (52.2)                                                              | 15.7 (60.3)                                                              | 18.7 (65.7)                                                              | 17.2 (63.0)                                                              | 11.5 (52.7)                                                              | 4.5 (40.1)                                                               | −2.6 (27.3)                                                              | −8.6 (16.5)                                                              | 4.5 (40.1)                                                               |
| Trung bình tối thiểu °C (°F)                                                               | −17.4 (0.7)                                                              | −14.6 (5.7)                                                              | −9.4 (15.1)                                                              | −2.0 (28.4)                                                              | 4.4 (39.9)                                                               | 10.0 (50.0)                                                              | 14.1 (57.4)                                                              | 11.8 (53.2)                                                              | 4.3 (39.7)                                                               | −2.9 (26.8)                                                              | −9.6 (14.7)                                                              | −15.8 (3.6)                                                              | −18.4 (−1.1)                                                             |
| Thấp kỉ lục °C (°F)                                                                        | −25.5 (−13.9)                                                            | −24.6 (−12.3)                                                            | −18.0 (−0.4)                                                             | −9.7 (14.5)                                                              | −0.7 (30.7)                                                              | 4.4 (39.9)                                                               | 7.2 (45.0)                                                               | 7.4 (45.3)                                                               | −2.0 (28.4)                                                              | −13.9 (7.0)                                                              | −21.2 (−6.2)                                                             | −23.3 (−9.9)                                                             | −25.5 (−13.9)                                                            |
| Lượng Giáng thủy trung bình mm (inches)                                                    | 3.0 (0.12)                                                               | 4.8 (0.19)                                                               | 12.5 (0.49)                                                              | 19.4 (0.76)                                                              | 38.2 (1.50)                                                              | 54.0 (2.13)                                                              | 93.5 (3.68)                                                              | 99.6 (3.92)                                                              | 58.3 (2.30)                                                              | 25.8 (1.02)                                                              | 11.6 (0.46)                                                              | 2.6 (0.10)                                                               | 423.3 (16.67)                                                            |
| Số ngày giáng thủy trung bình (≥ 0.1 mm)                                                   | 1.9                                                                      | 2.9                                                                      | 4.4                                                                      | 4.3                                                                      | 5.7                                                                      | 9.3                                                                      | 12.4                                                                     | 11.2                                                                     | 8.1                                                                      | 5.4                                                                      | 3.3                                                                      | 1.4                                                                      | 70.3                                                                     |
| Độ ẩm tương đối trung bình (%)                                                             | 51                                                                       | 47                                                                       | 47                                                                       | 45                                                                       | 50                                                                       | 60                                                                       | 71                                                                       | 74                                                                       | 73                                                                       | 67                                                                       | 60                                                                       | 54                                                                       | 58                                                                       |
| Số giờ nắng trung bình tháng                                                               | 173.4                                                                    | 174.0                                                                    | 202.3                                                                    | 229.8                                                                    | 265.1                                                                    | 250.9                                                                    | 228.6                                                                    | 223.8                                                                    | 209.6                                                                    | 206.9                                                                    | 174.6                                                                    | 162.6                                                                    | 2.501,6                                                                  |
| Phần trăm nắng có thể                                                                      | 57                                                                       | 58                                                                       | 55                                                                       | 59                                                                       | 61                                                                       | 57                                                                       | 51                                                                       | 53                                                                       | 56                                                                       | 60                                                                       | 57                                                                       | 55                                                                       | 57                                                                       |
| Nguồn 1: China Meteorological Administration (precipitation days, sunshine data 1971–2000) |                                                                          |                                                                          |                                                                          |                                                                          |                                                                          |                                                                          |                                                                          |                                                                          |                                                                          |                                                                          |                                                                          |                                                                          |                                                                          |
| Nguồn 2: Météo Climat (records)                                                            |                                                                          |                                                                          |                                                                          |                                                                          |                                                                          |                                                                          |                                                                          |                                                                          |                                                                          |                                                                          |                                                                          |                                                                          |                                                                          |

### Tài nguyên thiên nhiên
Thái Nguyên có nhiều tài nguyên thiên nhiên như than đá, sắt , đá cẩm thạch , silic, bôxít , đá vôi , than chì , thạch anh , phốt pho , thạch cao , mica , đồng và vàng . Nó thúc đẩy sản xuất than, sắt, silica và đá cẩm thạch . Thành phố vệ tinh phía tây Gujiao là nơi sản xuất than luyện kim lớn nhất ở Trung Quốc. Quần thể cây ở Thái Nguyên chủ yếu là rừng lá kim , thông , thông trắng , vân sam, và cây bách .

## Hành chính
| Bản đồ hành chính Thái Nguyên                                                                                      | Bản đồ hành chính Thái Nguyên | Bản đồ hành chính Thái Nguyên | Bản đồ hành chính Thái Nguyên | Bản đồ hành chính Thái Nguyên | Bản đồ hành chính Thái Nguyên | Bản đồ hành chính Thái Nguyên | Bản đồ hành chính Thái Nguyên | Bản đồ hành chính Thái Nguyên | Bản đồ hành chính Thái Nguyên | Bản đồ hành chính Thái Nguyên | Bản đồ hành chính Thái Nguyên |
| --- | ----------------------------- | ----------------------------- | ----------------------------- | ----------------------------- | ----------------------------- | ----------------------------- | ----------------------------- | ----------------------------- | ----------------------------- | ----------------------------- | ----------------------------- |
| Tiểu · Điếm Trạch Nghênh Hạnh Hoa Lĩnh Tiêm Thảo Bình Vạn Bách Lâm Tấn Nguyên Thanh Từ Dương Khúc Lâu Phàn Cổ Giao |                               |                               |                               |                               |                               |                               |                               |                               |                               |                               |                               |
| Mã hành chính | Tên Hán-Việt                  | Hán tự                        | Bính âm                       | Diện tích (km²)               | Trụ sở chính quyền            | Mã bưu chính                  | Phân cấp hành chính           | Phân cấp hành chính           | Phân cấp hành chính           | Phân cấp hành chính           | Phân cấp hành chính           |
| Mã hành chính | Tên Hán-Việt                  | Hán tự                        | Bính âm                       | Diện tích (km²)               | Trụ sở chính quyền            | Mã bưu chính                  | Nhai đạo                      | Trấn                          | Hương                         | Cư ủy hội                     | Thôn ủy hội                   |
| 140105 | Tiểu Điếm khu                 | 小店区                        | Xiǎodiàn Qū                   | 292,21                        | Tiểu Điếm nhai đạo            | 030000                        | 6                             | 1                             | 2                             | 105                           | 62                            |
| 140106 | Nghênh Trạch khu              | 迎泽区                        | Yíngzé Qū                     | 102,65                        | Liễu Hạng nhai đạo            | 030000                        | 6                             | 1                             |                               | 95                            | 19                            |
| 140107 | Hạnh Hoa Lĩnh khu             | 杏花岭区                      | Xìnghuālǐng Qū                | 145,53                        | Cự Luân nhai đạo              | 030000                        | 10                            |                               | 2                             | 114                           | 32                            |
| 140108 | Tiêm Thảo Bình khu            | 尖草坪区                      | Jiāncǎopíng Qū                | 298,42                        | Sài Thôn nhai đạo             | 030000                        | 9                             | 2                             | 3                             | 58                            | 85                            |
| 140109 | Vạn Bách Lâm khu              | 万柏林区                      | Wànbǎilín Qū                  | 286,31                        | Thiên Phong nhai đạo          | 030000                        | 14                            |                               | 1                             | 102                           | 50                            |
| 140110 | Tấn Nguyên khu                | 晋源区                        | Jìnyuán Qū                    | 290,72                        | Tấn Nguyên nhai đạo           | 030000                        | 3                             | 3                             |                               | 24                            | 85                            |
| 140121 | Thanh Từ huyện                | 清徐县                        | Qīngxú Xiàn                   | 608,00                        | Thanh Nguyên trấn             | 030400                        |                               | 4                             | 5                             | 24                            | 188                           |
| 140122 | Dương Khúc huyện              | 阳曲县                        | Yángqū Xiàn                   | 2070,67                       | Hoàng Trại trấn               | 030100                        |                               | 4                             | 6                             | 5                             | 124                           |
| 140123 | Lâu Phàn huyện                | 娄烦县                        | Lóufán Xiàn                   | 1288,85                       | Lâu Phàn trấn                 | 030300                        |                               | 3                             | 5                             | 6                             | 143                           |
| 140181 | Cổ Giao thị                   | 古交市                        | Gǔjiāo Shì                    | 1526,59                       | Đông Khúc nhai đạo            | 030200                        | 4                             | 3                             | 7                             | 37                            | 146                           |
| 140100 | Toàn thành phố                |                               |                               | 6909,96                       | Hạnh Hoa Lĩnh                 | 030000                        | 52                            | 21                            | 31                            | 570                           | 934                           |

## Dân cư
| Tên            |                                         |                                         |                                         |                               |
| Tên            | Nhân khẩu thường trú(tháng 11 năm 2010) | Nhân khẩu thường trú(tháng 11 năm 2010) | Nhân khẩu thường trú(tháng 11 năm 2010) | Nhân khẩu hộ tịch (cuối 2010) |
| Tên            | Tổng                                    | Tỷ lệ (%)                               | mật độ (người/km²)                      | Nhân khẩu hộ tịch (cuối 2010) |
| -------------- | --------------------------------------- | --------------------------------------- | --------------------------------------- | ----------------------------- |
| Toàn thành phố | 4.201.591                               | 100                                     | 608,05                                  | 3.654.990                     |
| Tiểu Điếm      | 804.537                                 | 19,15                                   | 2.753,25                                | 618.426                       |
| Nghênh Trạch   | 601.112                                 | 14,31                                   | 5.855,85                                | 522.275                       |
| Hạnh Hoa Lĩnh  | 634.482                                 | 15,10                                   | 4.359,93                                | 586.415                       |
| Tiêm Thảo Bình | 415.705                                 | 9,89                                    | 1.393,01                                | 359.030                       |
| Vạn Bách Lâm   | 749.255                                 | 17,83                                   | 2.616,97                                | 563.843                       |
| Tấn Nguyên     | 221.431                                 | 5,27                                    | 761,67                                  | 200.149                       |
| Thanh Từ       | 343.861                                 | 8,18                                    | 565,56                                  | 313.120                       |
| Dương Khúc     | 120.228                                 | 2,86                                    | 58,06                                   | 145.729                       |
| Lâu Phàn       | 105.841                                 | 2,52                                    | 82,12                                   | 125.127                       |
| Cổ Giao        | 205.139                                 | 4,88                                    | 134,38                                  | 220.876                       |

Theo số liệu cuộc Tổng điều tra Nhân khẩu toàn quốc lần thứ 6, Thái Nguyên có 4,2 triệu nhân khẩu thường trú, trong đó nam là 2,152 triệu người, nữ là 2,05 triệu người. Về độ tuổi, có 567 nghìn người trong độ tuổi 0-14, chiếm 13,49%; 3,3 triệu người trong độ tuổi từ 15-64, chiếm 78,58%; 333 nghìn người trên 65 tuổi, chiếm 7,93%. Theo cuộc điều tra này, Thái Nguyên có 988.552 nhân khẩu có trình độ đại học. Theo một điều tra khác, Thái Nguyên vào năm 2010 có 3,02 triệu nhân khẩu phi nông nghiệp, đứng thứ 22 tại Trung Quốc, và đứng thứ 2 tại khu vực trung bộ Trung Quốc. Tại Thái Nguyên, phương ngữ cơ bản của cư dân thành thị là "Thái Nguyên thoại" thuộc "Tịnh châu phiến" của tiếng Tấn, hình thành từ thế kỷ 20 đến nay trên cơ sở thổ ngữ địa phương cộng thêm ảnh hưởng từ phương ngữ của di dân ngoại lai và tiếng Phổ thông.

## Kinh tế
GDP đầu người năm 2003 là 12.821 NDT (1.550 USD), xếp thứ 171/659 thành phố Trung Quốc. Năm 2005, GDP danh nghĩa của thành phố này là 89,55 tỷ NDT, tăng 14,7% so với năm trước. Giá trị các ngành công nghiệp sơ khai, sản xuất và dich vụ của Thái Nguyên trị giá lần lượt 2 tỷ NDT, 43,07 tỷ NDT, và 44,48 tỷ NDT. 
Nhiều công ty lớn cũng đặt trụ sở tại Thái Nguyên như Công ty TNHH Thép Thái Nguyên. 
 Lưu trữ ngày 18 tháng 2 năm 2006 tại Wayback Machine

## Du lịch
Các điểm du lịch tại Thái Nguyên bao gồm :
- Tấn từ (đền thờ họ Tấn)
- Chùa Song Tháp
- Chùa Sùng Thiện
- Núi Thiên Long
- Núi Quật Vi
- Viện bảo tàng Sơn Tây

## Thành phố kết nghĩa
Thái Nguyên kết nghĩa với thành phố Newcastle của Anh.

## Các trường đại học cao đẳng
- Đại học Nông nghiệp Sơn Tây (山西农业大学)
- Học viện Trung Y Sơn Tây (山西中医学院)
- Đại học Y khoa Sơn Tây (山西医科大学)
- Đại học Sư Phạm Sơn Tây (山西师范大学)
- Đại học Sơn Tây (山西大学)
- Đại học Kinh tế Tài chính Sơn Tây (山西财经大学)
- Học viện Sư Phạm Thái Nguyên (太原师范学院)
- Đại học Khoa học Công nghệ Thái Nguyên (太原科技大学)
- Đại học Công nghệ Thái Nguyên (太原理工大学)

## Bản mẫu
1. ↑  
中国地面国际交换站气候标准值月值数据集（1971－2000年） (bằng tiếng Trung). China Meteorological Administration. Bản gốc lưu trữ 16 tháng 10 2013. Truy cập 17 tháng 3 2009.
2. ↑  
"Index" 中国气象数据网 – WeatherBk Data. China Meteorological Administration. Lưu trữ bản gốc ngày 23 tháng 9 năm 2017. Truy cập ngày 9 tháng 11 năm 2018.
3. ↑  "Météo Climat stats for Taiyuan". Météo Climat. Truy cập ngày 1 tháng 11 năm 2019.
4. ↑  国家统计局统计用区划代码
5. ↑  《太原市土地利用总体规划（2006-2020年）》
6. ↑  《太原市2010年第六次全国人口普查主要数据公报》
7. ↑  《中华人民共和国全国分县市人口统计资料2010》